# Paul Seitz (Komponist)
Paul Seitz (* 15. November 1951 in Racine, Wisconsin) ist ein US-amerikanischer Komponist und Musikpädagoge.
Seitz studierte Komposition und Musiktheorie an der University of Wisconsin–Madison und Musikpädagogik am Teachers College der Columbia University. Seine Kompositionslehrer waren Stephen Dembski, Fred Lerdahl, Joel Naumann und Robert Crane. Er unterrichtete Musiktheorie an der University of Wisconsin-Madison sowie Musiktheorie und Komposition an der University of Nevada, Las Vegas, der University of Texas in Tylor und seit 2009 an der University of Missouri.
Seitz komponierte Vokalwerke, Kammermusik und sinfonische Werke. Sie wurden u. a. in der Symphony Hall in Boston, dem Kentucky Center for the Arts in Louisville, beim World Saxophone Congress in Ljubljana, dem Festival Internationale del Sassofono in Faenza, dem ClarinetFest 2008 und 2012, den Konzerten der New York Viola Society dem New York Festival of Song dem Adelaide Fringe Festival und dem Las Vegas International New Music Festival, aufgeführt. 2001 fand beim Pine Mountain Music Festival die Uraufführung seiner Oper The Children of the Keweenaw nach einem Libretto von Kathleen Masterson unter der Leitung von William Farlow und dem Dirigenten Donald Schleicher statt.

## Werke
- My first love was light… für Marimba und Streichorchester, 2011
- Some Place Where Your Spirit Sounds für Tenorsaxophon und Kammerensemble, 2011
- Duo Corda für Violine und Viola, 2011
- Tempore nobis für zehn Bassklarinetten, 2011
- Six of One… für Jazzband, 2011
- Assemblage für Sopran, Viola und Elektronik, 2011
- 1 8 3 9 für Viola, Gitarre, Cello und Perkussion, 2010
- Keeps the Sweetest Time für Saxophonquartett, 2009
- Within Your Private Sky für Marimba, 2008
- a deeper pulse is stirred für Tenorsaxophon und Bassklarinette, 2008
- In Beauty für Sinfonieorchester, 2008
- Imaginary Dances für Viola und Kontrabass, 2007
- Animas (There is a wild river…) für Bratschensemble, 2007
- In a place of deep color für Tenorsaxophon und Bassklarinette, 2007
- In Now für Bassklarinette, 2007
- Where Dream Begins, Liedzyklus für Sopran, Streichquartett und Harfe (Text: May Sarton), 2007
- A Winter Wind für Streichorchester, 2007
- Party Mode Mixture für Streichquartett, 2006
- Three Stories für Altsaxophon und Bassklarinette, 2006
- Element 10 (Neon) für Klarinette, Trompete, Posaune, Marimba und Kontrabass, 2005
- To Juggle, Duo für zwei Klarinetten, 2005
- Relevant Dialogues für Altsaxophon und Viola, 2005
- Keeps the Sweetest Time für Bläserquintett, 2004
- Selamiut: The Sky Dwellers für Blasorchester, 2004
- Iowa Spring für Streichensemble, 2004
- Arrangement, Sometimes I Feel Like a Motherless Child für Tenor und Streichorchester, 2003
- The Thought of Returning für Sinfonieorchester, 2003
- Gymnopédie für Flöte, Oboe, Harfe und Perkussion, 2003
- "Now Voyager" für Sopran, Flöte, Klarinette, Cello und Klavier, 2003
- To Read Aloud für Viola, 2002
- The Children of the Keweenaw, Oper, 2001
- Sailing to America für Streichorchester, 1999
- In the Moment's Light für Sinfonieorchester, 1998
- Where Dream Begins, Liedzyklus für Sopran, Streichquartett und Harfe (Text: May Sarton), 1997
- Many and More für Sopran und Tuba- oder Euphoniumensemble, 1996
- I Am Loath to Close für gemischten Chor und Harfe (Text: Abraham Lincoln), 1996
- New Again für Streichquartett, 1995
- Keeps the Sweetest Time für Viola, verstärkte Gitarre und Tuba, 1995
- "…and that the moon survives" für Violine und Klavier, 1994
- When Touched by Better Angels für irische Harfe und Streich-Kammerorchester, 1994
- From the Wood für Streichorchester, 1992
- Things That Wash Up für Sopran, verstärkte Gitarre und Elektronik, 1992
- Three Thoughts (Like a Hero) für Englischhorn und Gitarre, 1991
- To That Still Center für Klavier und Kammerorchester, 1990
- November Song für Sopran und Klavier (Text Scott Campbell), 1990
- Three by May Sarton, Liedzyklus für Sopran und Klavier, 1989
- Gestures of Farewell für Cello, 1989
- Chicago Poems für Oboe und Cello, 1989
- Of House and Home, Liedzyklus für Sopran oder Tenor und Klavier (Texte von Donald Hall, Michael Dennis Browne, Adrienne Rich), 1988
- All for One, Liedzyklus für Sopran und Gitarre, 1983
- Incidental Music for A Midsummer Night's Dream, für Solostimmen, gemischten Chor, vier Gitarren, Laute, zwei Altblockflöten, drei Posaunen, Horn und Perkussion, 1980
- Fantasy in D für Violine und Gitarre, 1979
- Scottish Songs, Liedzyklus für Sopran und Klavier (Text: Scott Campbell), 1978
- I Am From the Beginning für Sopran oder Tenor und Klavier (Text: Henry David Thoreau), 1978
- Sonnet für Sopran und Klavier (Text: Scott Campbell), 1978
- The Quince für Frauenchor, 1975
- Love Among the Ruins für Flöte, Viola, Horn, Klavier und Perkussion, 1973
- Satanic für Mezzosopran, Flöte, Klarinette, Horn, Trompete, Cello und Klavier, 1973
- Two Songs für Mezzosopran und Horn (Text: John Donne), 1972
- Requiem, Oratorium für Mezzosopran, Tenor, Bariton, zwei Chöre, Erzähler und Kammerorchester, 1972
- Alice II für Mezzosopran, Flöte, Klavier, Posaune und Tuba, (Text: Scott Campbell), 1971
- Nun komm, der Heiden Heiland für Bläserensemble, 1971

## Weblink
- Homepage von Paul Seitz